# Hotspot Shield
Hotspot ShieldとはAnchorFreeによる仮想プライベートネットワーク (VPN)アプリケーションである。主に安全ではないネットワークにおいて安全なインターネット接続を行う時に使用されている。またエジプト、チュニジア、リビアで発生したアラブの春において政府による検閲を回避するためにも使用された。

## 概要
シリコンバレーにあるAnchorFreeが開発しており、2008年4月にWindowsとMac向けに公開、2011年、2012年にそれぞれiOS、Android向けのバージョンが公開された。
仮想プライベートネットワーク接続を行っており、第三者によるアクセスや追跡から情報を防護している。フリーミアムモデルで提供されており、主要機能は無料で提供されるが、広告除去やアンチウイルス防護、VPNが置かれている国を選択するといった機能が有料で提供されている。

## 機能
通信傍受 (en) を防止するためにVPNへ送信するデータを暗号化したり、ユーザーのIPアドレスを隠匿したりしているが、インターネットにおいてVPNではユーザーを完全に匿名化するまでには至らないもののプライバシーとセキュリティを著しく強化させることはできる。ユーザーはHotspot Shieldを使って国外にあるVPNサーバーに接続することで検閲を避けることができる。

## 国際的な利用
Hotspot Shieldは強力な検閲プログラムによる国内のインターネット検閲を回避するために使用されている。
2010年のアラブの春において、抗議運動参加者はソーシャルネットワークツールでやり取りをしたり映像をアップロードするためにHotspot Shieldを活用していた。2011年にエジプトで発生した抗議運動と革命においてもムバラク政権がソーシャルメディアサイトへのアクセスを強く制限したことによりHotspot Shieldが使われていた。
2012年、アメリカ合衆国やヨーロッパにおいて、50万人のMacユーザーがフラッシュバックウイルスの被害を受け、Hotspot Shieldがウイルスからの防護に有効であることからMacユーザーの間で使用が増加した。
2013年、トルコでも政府がソーシャルメディアや一般人による国際的なウェブサイトへのアクセスを検閲しているという疑いによりHotspot Shieldの使用が増加した。
2014年、反政府デモが広がる香港にてHotspot Shieldの使用が増加した。

## 評価
業界紙やウェブサイトでは概ね高評価を得ている。PC Magazineは「excellent」と評価し、使用ごとのステータスインジケータや経路の暗号化、接続速度や課金の柔軟性を賞賛したが、ソフトウェアの広告プラットフォームやウェブサイトのコードインジェクション、全体的な応答時間の遅延化やブラウザ設定の変更を批判している。「Best VPN」も価値や速度を賞賛しているが、機能や信頼性、技術的サポートは批判している。レビューでも「Hotspot Shieldは効率的な動作をするが、技術者へのアピールにはおそらくならない」と述べている。
2017年8月、米国の非営利団体Center for Democracy and Technology (CDT) がカーネギーメロン大学でHotspot Shieldを調査した結果VPNサービスに虚偽が発見されたとして、FTC(米連邦取引委員会) に調査を依頼した

。

## 受賞
2013年、Hotspot Shield (及びAnchorFree)はBest Online Security/Privacy ApplicationやSoftonic's 2013 Best Apps of Mobile World Congressを受賞した。同年AnchorFreeは最も重要なスタートアップセキュリティ企業の一社に選出された。